# Бачелор (вулкан)
Бачелор (Батчелор; англ. Mount Bachelor) — потенциально действующий стратовулкан в системе Каскадных гор штата Орегон в США. Начал образовываться 50 тысяч лет назад, а закончил — 11 тысяч лет назад. Последнее извержение было примерно 9000 лет назад. Горнолыжные трассы были основаны в 1958 году.